# Styphlolepis leucosticta
Styphlolepis leucosticta là một loài bướm đêm trong họ Crambidae.